# Paradiesstraße (Radebeul)
Die Paradiesstraße ist eine Innerortsstraße der sächsischen Stadt Radebeul, gelegen im Stadtteil Niederlößnitz.

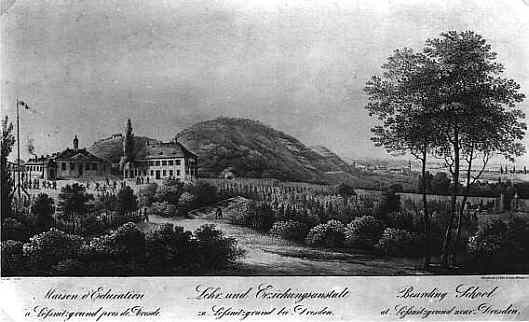
Lehr- und Erziehungsanstalt (Lithografie des Grundhofs, um 1823). Davor der Paradiesweg

## Bebauung
Die Benummerung der Paradiesstraße beginnt an der Meißner Straße mit der Nr. 1 auf der westlichen Seite und der Nr. 4 im Osten; die Nummern beider Seiten laufen stark auseinander. Die letzten Hausnummern an der Dr.-Rudolf-Friedrichs-Straße sind die ungerade Nr. 19 und die gerade Nr. 68. Der untere Teil beginnt am Rand der Radebeul-Coswiger Niederterrasse auf etwa 116 m ü. NHN und steigt auf etwa 149 m ü. NHN Höhe.
Einige Bauherrenpreisträger sowie zahlreiche Kulturdenkmale reihen sich entlang der Straße und sind daher in der Liste der Kulturdenkmale in Radebeul-Niederlößnitz (M–Z) aufgeführt, dazu kommen Eckhäuser mit Adressen aus Nebenstraßen:
- Villa Glückauf (Nr. 1), Nr. 3, Schuchstraße 4, Villa Magda (Schuchstraße 6), Nr. 4, Winzerstraße 2, Nr. 5, Nr. 15, Nr. 18, Villa Jenny (Nr. 22), Nr. 26, Haus Sydow (Nr. 36),[1] Villa Waldhof (Nr. 46),[2] Landhaus Mehlhorn (Nr. 48), Nr. 54a,[3] Haus im Eck (Nr. 56), Haus im Garten (Nr. 58), Grundhof (Nrn. 66/68),[4][5] Gärtnerhaus der Goldschmidtvilla (Dr.-Rudolf-Friedrichs-Straße 25)

Ab der nördlichen Ecke zur Lößnitzgrundstraße, wo ehemals das Anwesen des Grundhofs begann, liegen die Anrainergrundstücke (ab Nr. 56) im Denkmalschutzgebiet Historische Weinberglandschaft Radebeul. Der Grundhof wurde als Hoher Berg, also mit dem ehemaligen Weinbergsnamen, bereits in der Denkmalinventarisation von Gurlitt 1904 in einem eigenen Absatz beschrieben (damalige Adresse Paradiesstrasse 18). Zu DDR-Zeiten wurden neben dem Grundhof als Ensemble zusammen mit den heute abgetrennten Grundstücken Paradiesstraße 56/58 auch die Häuser Paradiesstraße 22, 36, 46 und 48 als Denkmale der Architektur in Radebeul gelistet.

## Namensgebung

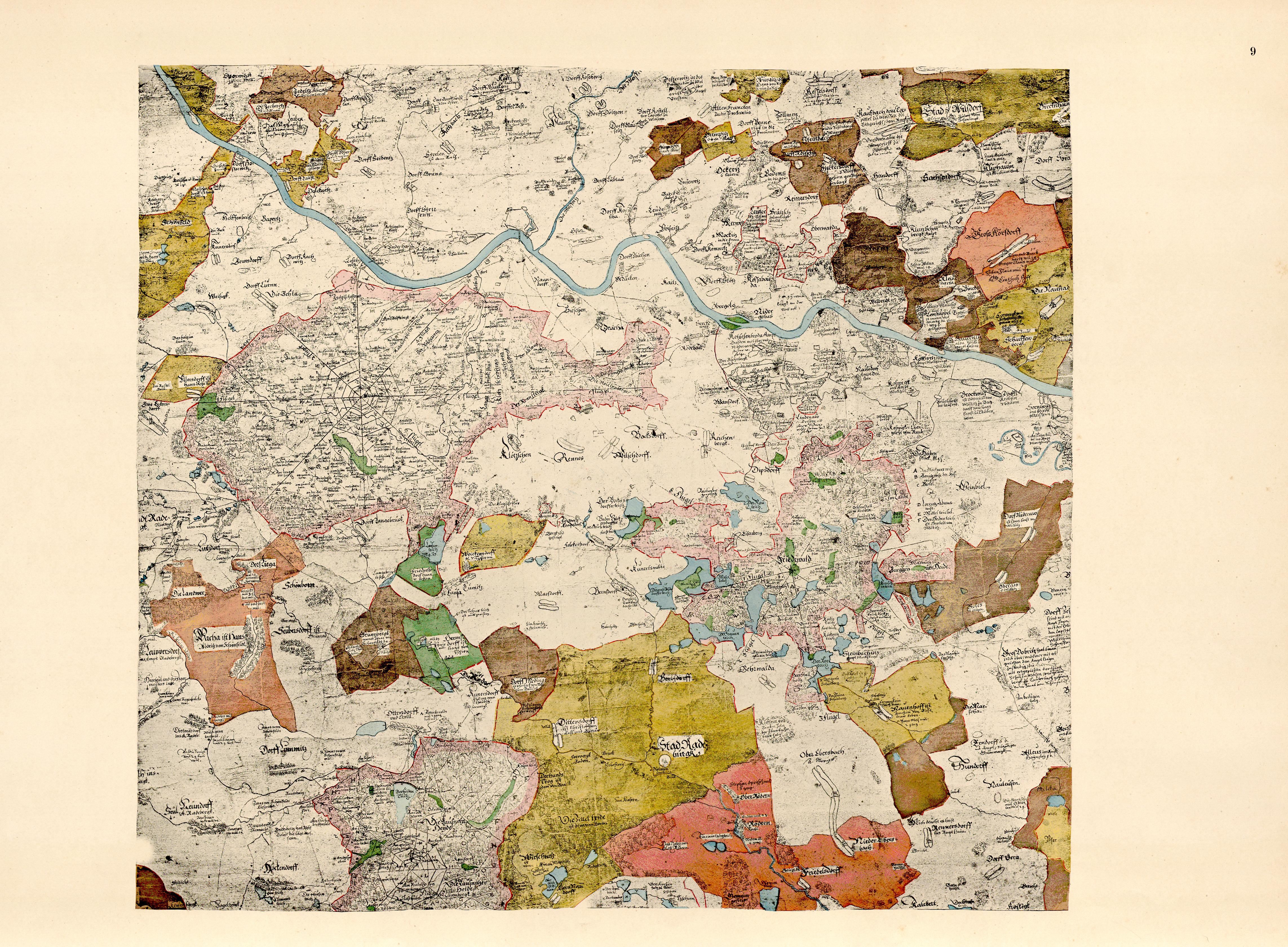
Oeder, Tafel IX mit Dresden (um 1600). Der eingezeichnete Paradiesweg in der Verlängerung des Wegs von der Furt in Serkowitz, mit Abzweig in den Lößnitzgrund (Karte verkehrt herum, Süden oben!)

Der Weg wurde bereits von dem Kartografen Matthias Oeder auf seinen Karten der Ersten Kursächsischen Landesaufnahme aus der Zeit um 1600 aufgezeichnet.
Die bei der knapp zweihundert Jahre später errichteten Ausspanne des Gasthofs „Weißes Roß“ bzw. später am Haltepunkt Weißes Roß beginnende Wegeführung verlängert die historische Serkowitzer Viehtriebe (heute Straße des Friedens). Sie führte auf der westlichen Seite des Lößnitzbachs zum Paradies, dem namensgebenden Weinberg in den Welzigbergen, auf dem vor 1850 ein Weinschank mit „selbsterbauten Weinen“ eröffnet wurde; so ergab sich um 1850 der Name Paradiesweg. Am Grundhof vorbei bis zur damaligen Langen Straße (der heutigen Dr.-Rudolf-Friedrichs-Straße) war der Weg gut befahrbar, es entstand der Niedere Paradiesweg, aus dem dann bei Meinhold 1904 die Paradiesstraße geworden war. Der dort noch Obere Paradiesweg führte jedoch direkt in die Weinberge, vorbei am Haus Barnewitz und steil bergauf zum Höhengasthaus Paradies mit freiem Rundblick über das Elbtal. Dieser Teil des Paradieswegs war 1924 wieder nur der Paradiesweg; er heißt heute Auf den Bergen.

## Anwohner
Auf dem historischen Grundhof lebten im Laufe der Zeit einige Persönlichkeiten, darunter der Hofprediger Christian Ehrgott Raschig, der Naturforscher Johann Friedrich Anton Dehne und der Reichsgerichtsrat a. D. Otto Suppes; der Architekt Otto Rometsch baute die Örtlichkeit zu seiner Zeit auf dem Grundhof um. Im dazugehörigen Turmhaus lebten und arbeiteten einige Lößnitzmaler, so Wilhelm Claus, Karl Kröner, Paul Wilhelm und heute Gunter Herrmann.
In der Straße wohnten auch Georg Fritz Weiß (Nr. 9) sowie Ernst Kuchenbuch und Eugen Herbert Kuchenbuch (Nr. 19).

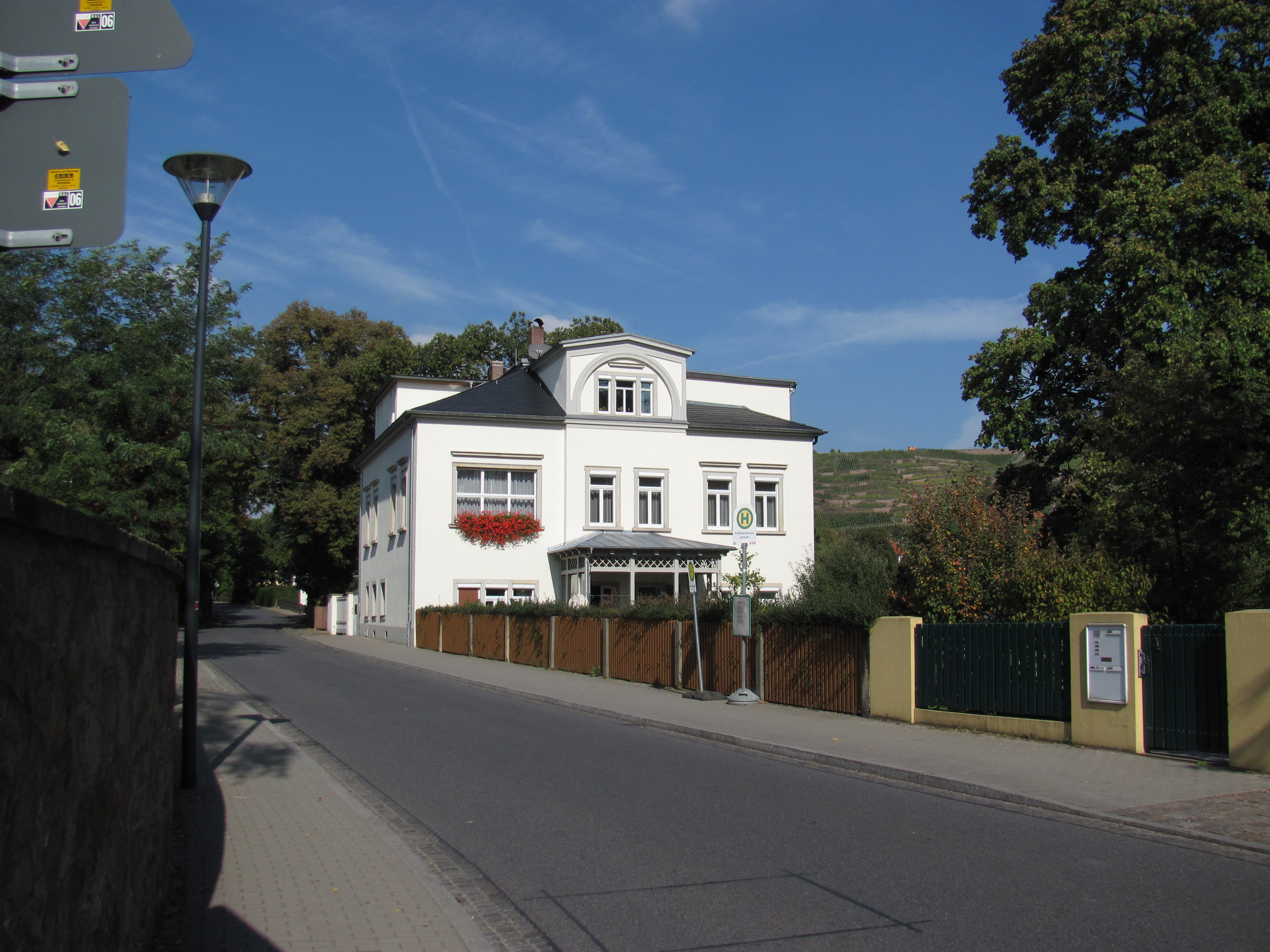
Villa auf der Paradiesstraße 8 (Kataster-Nr. 2)

Das Anwesen mit der Niederlößnitzer Katasternummer 2 (heute Paradiesstraße 8) erstreckte sich 1869 auf der rechten Straßenseite zwischen Meißner Straße und An der Jägermühle. Es gehörte dem Deutsch-Balten und kaiserlich-russischen Wirklichen Staatsrat und Gouverneur a. D. Johann (Iwan) von Armstrong und seiner Ehefrau Adelaide, geb. Freiin von Krohne. Nach Armstrongs Tod wird 1873 und 1880 seine Witwe dort wohnend aufgeführt. 1889 ist der Besitzer der kaiserlich-russische Generalleutnant Wilhelm von Weymarn aus dem ebenfalls deutsch-baltischen Geschlecht der von Weymarn, Neffe der vorgenannten Besitzer.